# 마크 러펄로
마크 러펄로(Mark Ruffalo, 1967년 11월 22일 ~ )는 미국의 배우이다.
어벤져스 시리즈에서 헐크로 잘 알려져 있다.

## 출연

### 영화
- 2025년: 미키 17(Mickey 17) - 케네스 마샬 역
- 2025년: 캡틴 아메리카: 브레이브 뉴 월드(Captain America: Brave New World) - 브루스 배너 / 헐크 역
- 2025년: 크라임 101(Crime 101) - 루 루베스닉 역
- 2023년: 가여운 것들(Poor Things)
- 2022년: 애덤 프로젝트(The Adam Project) - 루이스 리드 역
- 2019년: 다크 워터스(Dark Waters) - 로버트 빌롯 역
- 2019년: 어벤져스: 엔드게임(Avengers: Endgame) - 브루스 배너 / 헐크 역 (천만영화)
- 2018년: 어벤져스: 인피니티 워(Avengers: Infinity War) - 브루스 배너 / 헐크 역 (천만영화)
- 2017년: 토르: 라그나로크 (Thor: Ragnarok) - 브루스 배너 / 헐크 역
- 2016년: 나우 유 씨 미 2 (Now You See Me) - 딜런 로즈 (딜런 슈라이크)
- 2015년: 스포트라이트 (The Spotlight) - 마이크 레젠데스 역
- 2015년: 어벤져스: 에이지 오브 울트론 - 브루스 배너 / 헐크 역 (천만영화)
- 2014년: 폭스캐처 - 데이브 슐츠 역
- 2014년: 비긴 어게인 (Begin Again) - 댄 역
- 2013년: 아이언맨 3 (Iron Man 3) - 브루스 배너 역(카메오)
- 2013년: 나우 유 씨 미 (Now You See Me) - 딜런 로즈 역
- 2012년: 어벤져스 (The Avengers) - 브루스 배너 역 / 헐크 역
- 2011년: 킹덤 컴 (Kingdom Come)
- 2011년: 로우 다운
- 2011년: 마가렛 (Margaret) - 제이슨 역
- 2010년: 미라클맨 (Sympathy for Delicious) - 조 역 (감독, 제작, 주연)
- 2010년: 에브리바디 올라잇 (The Kids Are All Right) - 폴 역
- 2010년: 셔터 아일랜드 (Shutter Island) - 척 아울 역
- 2010년: 브로큰 데이트 (Broken Date / Date Night) - 브래드 역
- 2008년: 눈먼자들의 도시 (Blindness) - 안과의사 역
- 2008년: 블룸형제 사기단 (The Brothers Bloom) - 스티븐 역
- 2008년: 왓 더즌트 킬 유 (What Doesn't Kill You) - 브라이언 역
- 2007년: 조디악 (Zodiac) - 데이브 토스키 역
- 2007년: 레저베이션 로드 (Reservation Road) - 드와이트 아노 역
- 2006년: 올 더 킹즈 맨 (All the King's Men) - 아담 스탠튼 역
- 2005년: 저스트 라이크 헤븐 (Just Like Heaven) - 데이비드 역
- 2005년: 그녀가 모르는 그녀에 관한 소문 (Rumor Has It)
- 2004년: 이터널 선샤인 (Eternal Sunshine of the Spotless Mind)
- 2004년: 완벽한 그녀에게 딱 한가지 없는 것 (13 Going On 30)
- 2004년: 우린 어디에도 살지 않는다 (We Don't Live Here Anymore)
- 2003년: 뷰 프롬 더 탑 (View from the Top) - 테드 역
- 2003년: 인 더 컷 (In The Cut) - 제임스 탐정 역
- 2003년: 나 없는 내 인생 (My Life Without Me) - 리 역
- 2002년: XX/YY
- 2002년: 윈드토커 (Windtalkers) - 파파스 역
- 2001년: 라스트 캐슬 (The Last Castle) - 클리포드 예이츠 역
- 2000년: 러브 인 텍사스 (Committed) - T-보 역
- 2000년: 유 캔 카운트 온 미 (You Can Count On Me) - 테리 역
- 1998년: 세이프 맨 (Safe Men) - 프랭크 역
- 1996년: 덴티스트 (The Dentist) - 스티브 랜더스 역

## 수상 경력
- 2000년 제26회 LA비평가협회상 신인상
- 2000년 제24회 몬트리올국제영화제 남우주연상
- 2010년 선댄스영화제 심사위원특별상
- 2010년 제75회 뉴욕비평가협회상 남우조연상
- 2013년 제22회 MTV영화제 최고의 결투상
- 2014년 BAFTA 로스엔젤레스 브리타니아 어워즈 인도주의자상
- 2015년 제21회 미국배우조합상 TV영화/미니시리즈부문 남자연기상
- 2015년 제19회 새틀라이트시상식 TV영화/미니시리즈부문 남우주연상